# Michael Reed (bokser)
Michael Reed (ur. 12 stycznia 1993) – amerykański bokser kategorii super-lekkiej.

## Kariera amatorska
W 2009, w wieku 16. lat został juniorskim mistrzem USA w kategorii do 63 kg. W ćwierćfinale tego turnieju pokonał na punkty (11:10) Jorge Castro. W półfinale wyeliminował Marcosa Rodrigueza, zwyciężając przed czasem w 2. rundzie. W walce o finał, Reed pokonał Semajaya Thomasa, wygrywając na punkty (8:6). Rok później był półfinalistą mistrzostw PAL USA w kategorii do 64 kg. W półfinale pokonał go Pedro Sosa.
W kwietniu 2011 zwyciężył w prestiżowym amerykańskim turnieju Golden Gloves. Rywalizujący w kategorii do 64 kg., Reed w 1/16 pokonał na punkty Durana Caferro, awansując do 1/8. W 1/8 finału rywalem Reeda był Preston Freeman, który również poległ na punkty. Pojedynek ćwierćfinałowy oraz półfinałowy wygrał również na punkty, pokonując kolejno Javonna Barnesa oraz Cristino Ceballo. W finale rozegranym 30 kwietnia pokonał George‘a Rincona, zostając zwycięzcą w kategorii super-lekkiej. W czerwcu 2011 dotarł do ćwierćfinału mistrzostw USA, gdzie przegrał ze swoim byłym rywalem Semajayem Thomasem. W lipcu 2011 był uczestnikiem turnieju kwalifikacyjnego na igrzyska olimpijskie w Londynie. Reed przegrał minimalnie na punkty (18:19) z Jamalem Herringiem, nie uzyskując kwalifikacji. W 2012 startował w turnieju Golden Gloves oraz na mistrzostwach USA, rywalizując w kategorii do 64 kg. Reed zakończył udziały bez sukcesów, przegrywając w ćwierćfinale oraz 1/8 finału.